# 広橋局
広橋局（ひろはしのつぼね）は、江戸時代初期の女官。
広橋兼勝の娘で後陽成天皇から寵愛されたが、花山院忠長との密通（猪熊事件）によって伊豆の新島に配流された。

## 概要
広橋局は、慶長14年（1609年）の猪熊事件によって中院局、水無瀬局、唐橋局と共に伊豆の新島に流された。その後、元和9年（1623年）9月に勅免され帰京したという。
なお、元和6年（1620年）1月10日付けのジョアン・ロドリゲスによる書簡には、広橋局や彼女と共に伊豆に流された女官と思しき女達が、同じく伊豆に流されていたジュリアおたあと接触していたと見られる記述が残されている。その書簡によれば、広橋局はマグダレナ、唐橋局はマリアの洗礼名を授かっていたとされる。内容は以下の通りである。
八丈島にある三根供養橋から三原林道に進んだ先には、「唐橋」の地名が2箇所、それに関連する地名が数箇所、住居跡と思しき平地がある。火葬場の付近の谷にも「唐橋」「唐橋沢」の地名があり、唐橋局の埋葬地であるとする説がある。ただし、唐橋局は帰京した後にお江に仕えたとする史料も存在する。